# Johnny Pacheco
Juan Pablo Pacheco Kiniping, noto al grande pubblico come Johnny Pacheco (Santiago de los Caballeros, 25 marzo 1935 – Teaneck, 15 febbraio 2021), è stato un cantante dominicano naturalizzato statunitense.

## Biografia
Figlio di Rafael Azarial Pacheco, clarinettista dell'Orchestra dell'Accademia nazionale di Santa Cecilia, lasciò la Repubblica Dominicana per New York a soli 11 anni e qui studiò fisarmonica, sassofono e clarinetto e poi flauto, suonando con i maggiori musicisti americani, in particolare l'orchestra di musica latina di Charlie Palmieri.
Nel 1959 fonda la sua band mischiando ritmi africani, cubani, dominicani, portoricani e latini, come il son ed il mambo, in un nuovo genere che sarebbe stato chiamato salsa.
Nel 1960 fonda l'orchestra Pacheco y su charang, che introdusse una nuova danza detta Pachanga.
Dal 1963 fonda la Fania records e incide album con Los compadres, i compatrioti, fra cui vi erano Larry Harlow, Bobby Valentin, Ray Barretto, Roberto Roena, Willie Colon, accompagnati da cantanti solisti come Hector Lavoe e Cheo Feliciano, cui presto si aggiunsero molti altri cantanti come Tito Puente, Celia Cruz e il fratello di Carlos Santana, Jorge.
Ha scritto più di 150 canzoni.

### Morte
È morto nel 2021 all'età di 85 anni nella sua casa in New Jersey a seguito di una polmonite.

## Colonne sonore parziali
- Mondo New York, regia di Harvey Keith (1988)